# Ostantarktika

Karte der Antarktis mit Ostantarktika

Ostantarktika, englisch East Antarctica oder Greater Antarctica, ist ein Teil von Antarktika, der durch das Transantarktische Gebirge von Westantarktika getrennt ist. Er enthält den Südpol und liegt überwiegend, aber nicht vollkommen, in der östlichen Hemisphäre der Erde.

## Geographie und Geologie

### Geographie
Ostantarktika nimmt den weitaus größten Teil des Festlandes in der Antarktis ein. Es ist größer als Australien und hat damit kontinentale Ausmaße, während der andere Teil Antarktikas, Westantarktika, eher einen Subkontinent oder eine riesige Halbinsel darstellt. Die Landfläche beträgt rund 10,4 Millionen km².
Das Gebiet ist Richtung Norden überall vom Südlichen Ozean umgeben. Das ostantarktische Festland erstreckt sich, vom Südpol ausgehend, größtenteils bis etwa zum südlichen Polarkreis; lediglich die Küste beim Königin-Maud-Land liegt südlicher, nämlich grob beim 70. südlichen Breitengrad. In Richtung Westantarktika wird Ostantarktika durch die Küsten von Weddell- und Rossmeer sowie durch sich jeweils südlich an die beiden Meere anschließenden Schelfeis begrenzt. Durch diese Meere, die sich tief in den Kontinent einschneiden, wird zwischen dem Gebiet der Zentralantarktis (Teil von Ostantarktika) und Marie-Byrd-Land (Teil von Westantarktika) eine Landenge gebildet. Diese stellt die Abgrenzung der Ostantarktis auf dem Festland dar. Auch der geografische Südpol liegt im Ostteil von Antarktika.
Die ersten umfangreicheren Eiskappen der Ostantarktis traten im Zuge einer rasch verlaufenden globalen Abkühlung am Eozän-Oligozän-Übergang vor 33,9 bis 33,7 Millionen Jahren auf. Ein wesentlicher Faktor dieses Klimawandels war die Entstehung der heute etwa 480 Seemeilen breiten Drakestraße, die den Atlantik mit dem Pazifischen Ozean verbindet. Bis in das spätere Eozän existierte zwischen Antarktika und Südamerika eine Landverbindung, ehe sich die Drakestraße unter fortschreitender Vertiefung öffnete. Daraus resultierte der Antarktische Zirkumpolarstrom, der Antarktika in der Folge von der Zufuhr wärmeren Meerwassers abschnitt und den Kontinent thermisch isolierte. Die bei einem CO2-Schwellenwert um 600 ppm einsetzende Vereisung des südpolaren Festlands, anfangs gesteuert von den zyklischen Veränderungen der Erdbahnparameter, markiert den Beginn des Känozoischen Eiszeitalters.

## Klima
Insgesamt weist Ostantarktika ein noch lebensfeindlicheres Klima als der westliche Teil des Kontinents auf. Die Temperaturen sind hier noch niedriger und eisfreie Stellen, wie es sie z. B. an den Küsten der Antarktischen Halbinsel gibt, existieren hier praktisch nicht. Entlang eines Gebirgsrückens zwischen den beiden Hochebenen Dome A und Dome F wurden von dem Satelliten Landsat 8 im Jahr 2013 Temperaturen von minus 93 Grad Celsius und darunter gemessen, damit ist dies der kälteste Ort weltweit. Auch der Pol der Unzugänglichkeit, der hoch auf dem Eispanzer gelegene küstenfernste Punkt des Kontinents, befindet sich in Ostantarktika. Ein weiterer signifikanter Unterschied zu Westantarktika ist, dass hier der antarktische Eisschild überwiegend auf Festland ruht, das sich über den Meeresspiegel erhebt.

## Auswirkungen der globalen Erwärmung
Im Gegensatz zu dem in der Wissenschaft unstrittigen Eisverlust der Westantarktis vermittelt Ostantarktika noch kein eindeutiges Bild. Während eine aktuelle Studie von Januar 2019 ein beschleunigtes Abschmelzen auch für die ostantarktischen Regionen postuliert, kommt hingegen eine Publikation der European Geosciences Union zu dem Ergebnis, dass der Ostantarktische Eisschild derzeit noch relativ stabil ist und keinen signifikanten Masseverlust aufweist.
Ein international besetztes Expertenteam, bestehend aus etwa 80 Erdsystem- und Geowissenschaftlern, veröffentlichte im Juni 2018 die bisher umfangreichste Untersuchung zu diesem Thema. Danach wächst der Eispanzer in Ostantarktika im Unterschied zum Gesamttrend sogar, wie eine Langzeitmessung aus dem Zeitraum 1992 bis 2017 ergab (Zuwachs 5 Mrd. t pro Jahr). Dieser scheinbar gegen die allgemeine globale Erwärmung gerichtete Effekt wird damit erklärt, dass die erhöhte Verdunstung über den Ozeanen zu verstärktem Schneefall in der Ostantarktis führt. Der Masseverlust des westantarktischen Eisschilds überwiegt mit 7 Mrd. t pro Jahr den Massegewinn in der Ostantarktis jedoch deutlich.
Paläoklimatologische Analysen deuten darauf hin, dass die hochgelegenen Kernbereiche des Ostantarktischen Eisschilds während des Miozänen Klimaoptimums (vor 17 bis 15 Millionen Jahren) von der Temperaturzunahme nur in relativ geringem Umfang betroffen waren. Ein großflächiger Abschmelzprozess würde demnach erst bei einer CO2-Konzentration von 1000 ppm und darüber einsetzen.

### Wichtige Großlandschaften
In Ostantarktika befinden sich einige bedeutende Großregionen:
- Königin-Maud-Land
- Enderbyland
- Mac-Robertson-Land
- Amerikanisches Hochland
- Wilkesland
- Adélieland
- Transantarktisches Gebirge
- Polarplateau